# Шесурі (Сучава)
Шесурі (рум. Șesuri) — село у повіті Сучава в Румунії. Входить до складу комуни Кирлібаба.
Село розташоване на відстані 362 км на північ від Бухареста, 97 км на захід від Сучави, 137 км на північний схід від Клуж-Напоки.

## Населення
За даними перепису населення 2002 року у селі проживали 12 осіб, усі — румуни. Усі жителі села рідною мовою назвали румунську.